# Phorocera vagator
Phorocera vagator là một loài ruồi trong họ Tachinidae.